# Castello (Pellizzano)
Castello (IPA: /kasˈtɛllo/, Castèl in solandro) è una frazione del comune di Pellizzano, in provincia autonoma di Trento, nella Val di Sole.

## Storia
Comune autonomo fino al 1928 assieme al vicino Termenago, fu poi aggregato prima al comune di Ossana e poi, nel 1954, a quello di Pellizzano. La sua storia segue peraltro quella dei paesi limitrofi, quali Termenago e Ortisé.

## Monumenti e luoghi d'interesse
- Chiesa di San Donato. Parrocchiale del paese, è del sec. XVI e il suo campanile a forma di castello è stato considerata l'origine del toponimo, smentita dal fatto che si è scoperto che nelle vicinanze del paese vi era un avamposto romano.[2]